# Walter Jones
Pour les articles homonymes, voir Jones.
Pro Football Hall of Fame 2014
(en) Statistiques sur pro-football-reference
Walter Jones, Jr. (né le 19 janvier 1974 à Aliceville) est un offensive tackle de l’équipe des Seahawks de Seattle considéré comme l’un des meilleurs joueurs à son poste.
Il a par ailleurs participé 6 fois au Pro Bowl et a été élu en 2006 par le Sporting News comme le numéro 1 des “NFL's Best 101 players”. Il a tout d’abord drafté par les Buccaneers de Tampa Bay au premier tour (6e rang) de la "1997 NFL Draft", avant de rejoindre son actuelle équipe les Seahawks.